# Panopeus (stad)
Panopeus (Oudgrieks: Πανοπεύς), ook genaamd Panopè (Πανόπη), Panoteai (Πανοπέαι), Fanoteus (Φανοτεύς) en Fanoteia (Φανότεια), was een stad in de oud-Griekse landstreek Fokis, vlak bij de grens met Boeotië, gelegen op de weg van Daulis naar Chaironeia. Ruïnes van Panopeus zijn geïdentificeerd nabij het dorp Agios Vlasios (Ἅγιος Βλάσιος).
Panopeus was een zeer oude stad, waarvan de naam eponiem is met de mythologische figuur Panopeus, die door Strabo wordt aangeduid als de stichter van de stad. Homerus vermeldt Panopeus in de schepencatalogus in de Ilias en vernoemt Schedios, koning van Panopeus, die met zijn broer de Fokiërs aanvoerde in de Trojaanse Oorlog. In Panopeus lag het beroemde graf van Tityos, die op deze plaats door Apollo en Artemis werd gedood, omdat hij geprobeerd had hun moeder Leto te verkrachten op weg naar Delfi.
Panopeus werd in 480 v.Chr. vernietigd door Xerxes in de Grieks-Perzische oorlogen. In 395 v.Chr. werd haar grondgebied geplunderd door de Boeotiërs, die probeerden de stad te overvallen, maar alleen de buitenwijken konden innemen. Een nieuwe verwoesting vond plaats in 346 v.Chr. door toedoen van Filippos II van Macedonië aan het einde van de Derde Heilige Oorlog. De Romeinen namen Panopeus in bij de eerste poging in 198 v.Chr. In de volgende eeuw werd de stad voor de derde keer vernietigd in de campagne tussen Sulla en Archelaüs.
Pausanias schreef dat de stad zeven stadia in omtrek was, maar in zijn tijd bestond de plaats alleen nog uit een paar hutten aan de oever van een rivier. Zeker tot de 19e eeuw waren er nog aanzienlijke overblijfselen van de oude muren op de rotsachtige hoogten boven Agios Vlasios. Het metselwerk is van verschillende periodes, zoals te verwachten voor een herhaaldelijk verwoeste stad. Het door Pausanias vermelde graf van Tityos is niet gevonden, evenmin als het gebouw van ongebakken kleistenen langs de Heilige Weg, met daarin een marmeren beeld van Prometheus of Asklepios. Men geloofde dat Prometheus in Panopeus de eerste mensen uit klei had gemaakt. De zandkleurige rotsen in de buurt van de stad zouden getuigen van zijn eerdere experimenten en nog steeds de geur van menselijk vlees dragen.